# Rometta
Rometta je italské město na Sicílii v provincii Messina. Nachází se asi 180 km východně od Palerma a přibližně 12 km západně od Messiny.
K 31. prosinci 2004 zde žilo 6458 obyvatel. Město se rozkládá na rozloze 32,5 km2.

## Galerie

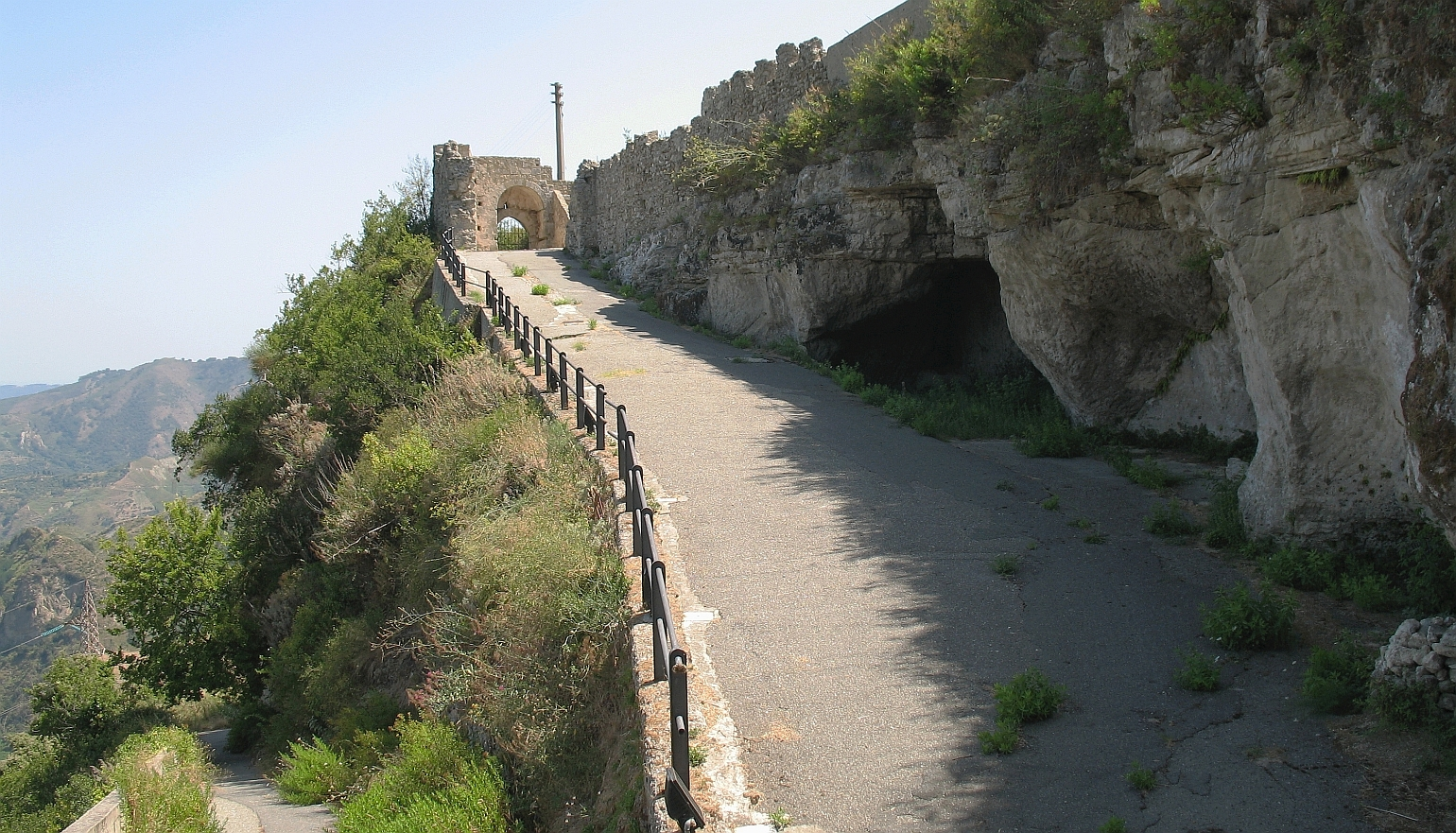
L'arco di Porta Messina
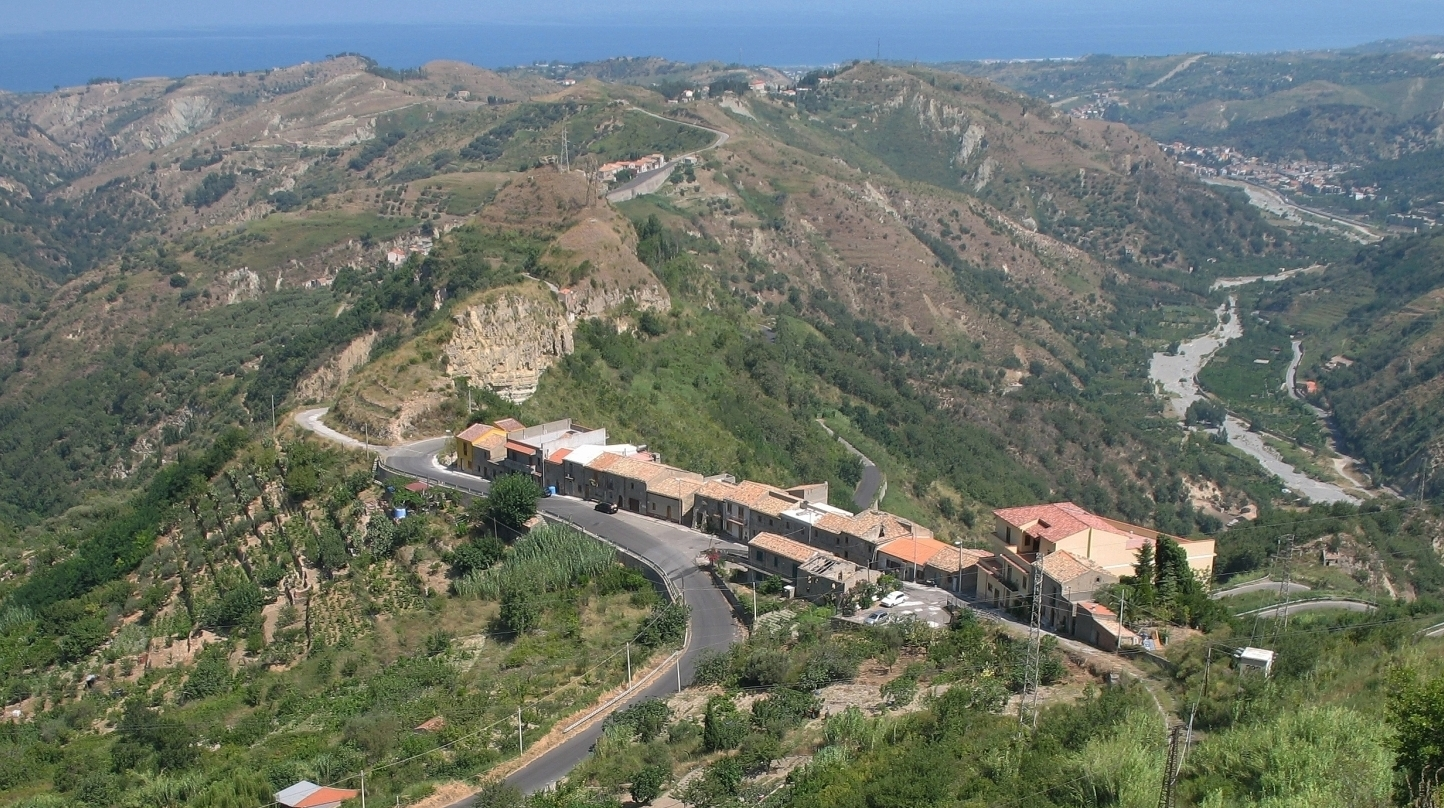
Hrad Sottocastello
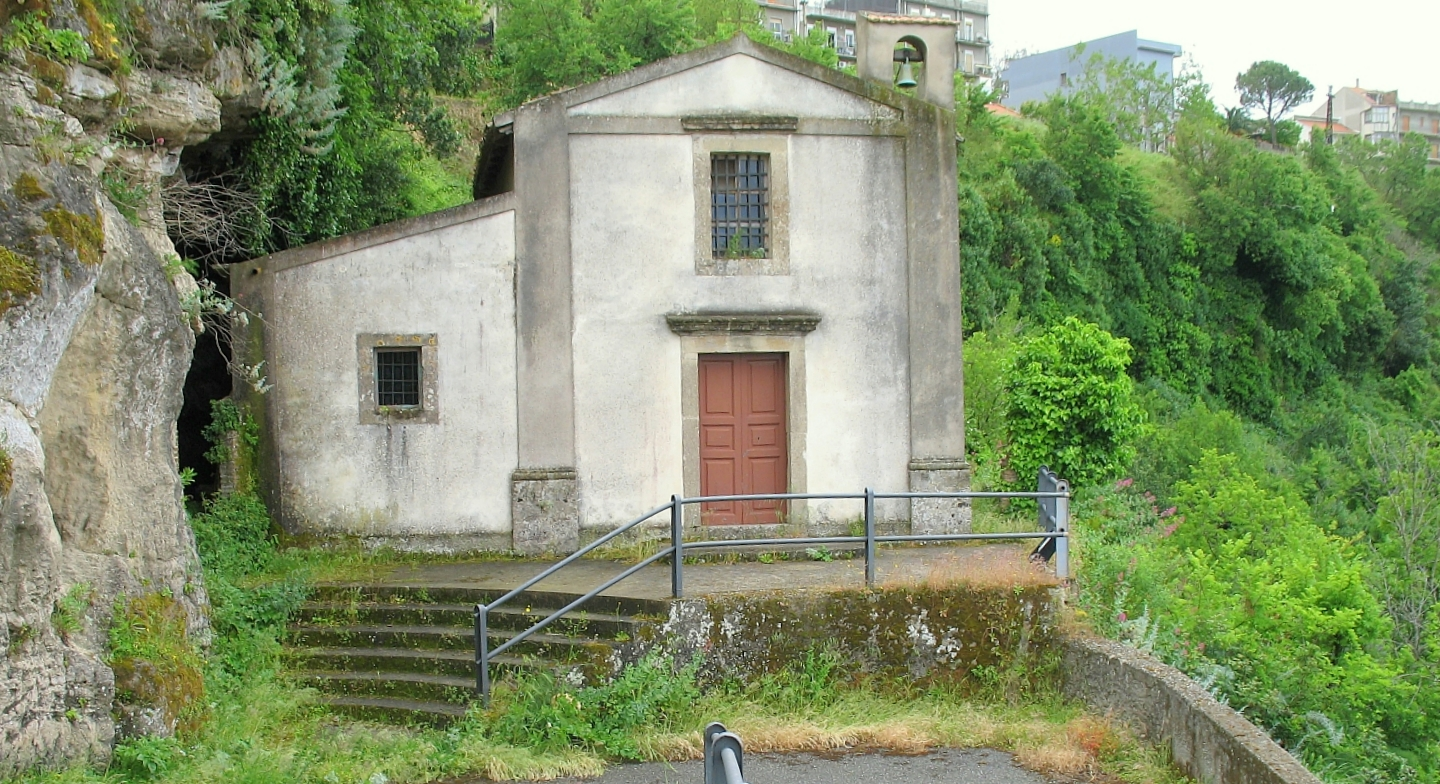
Kostel Madonna scala
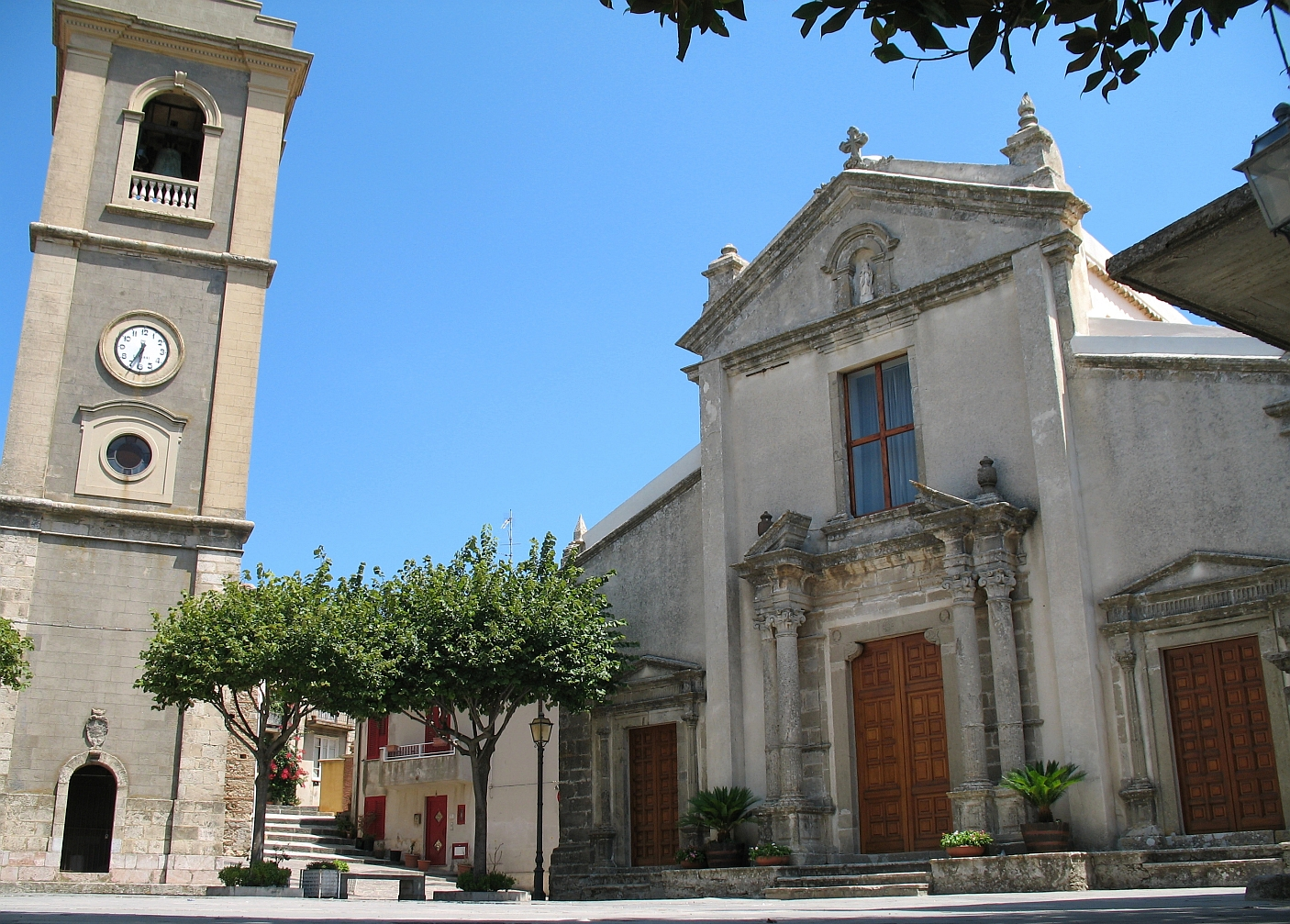
Kostel Madre e campanile
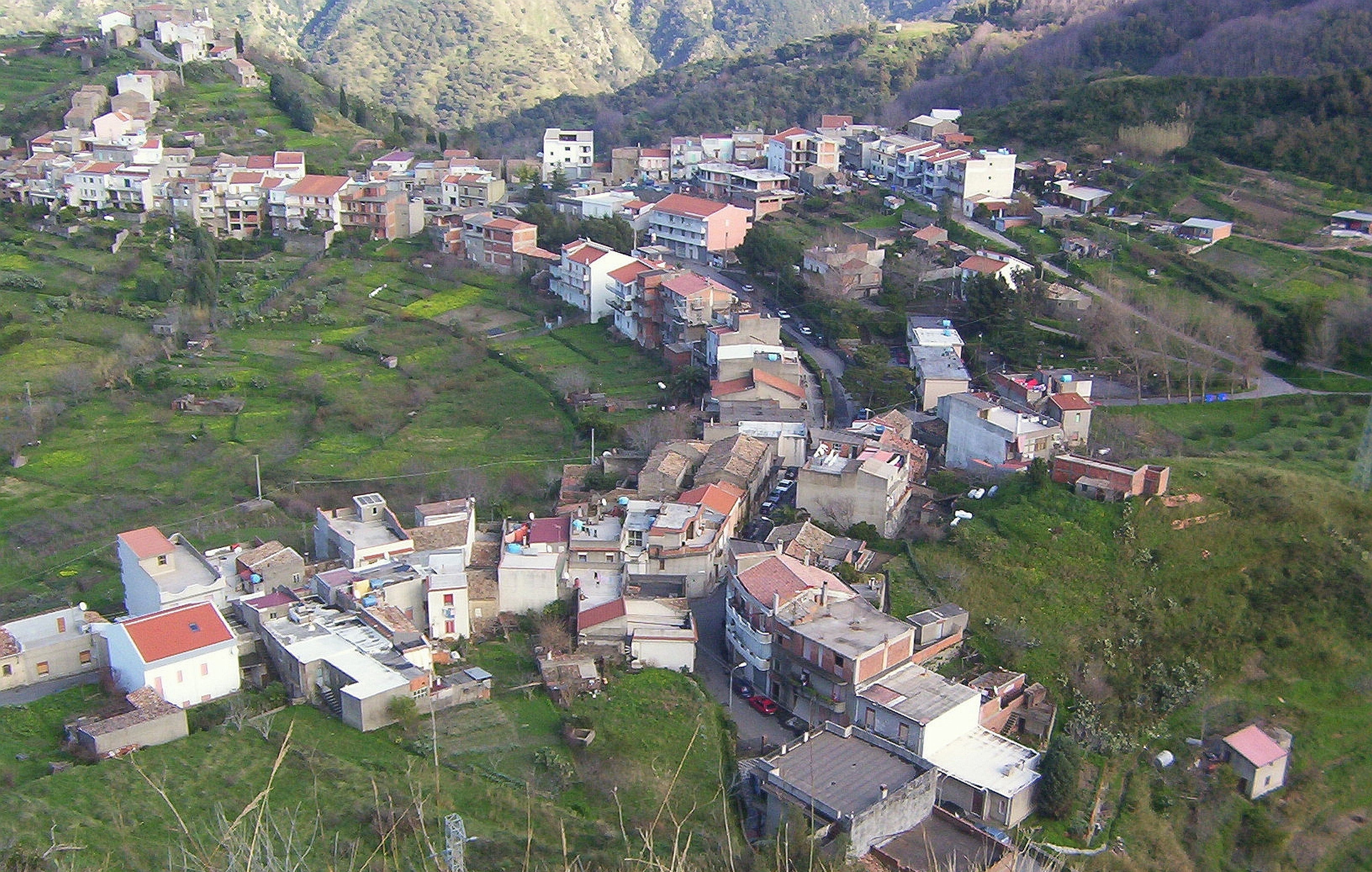
San Cono (Rometta)
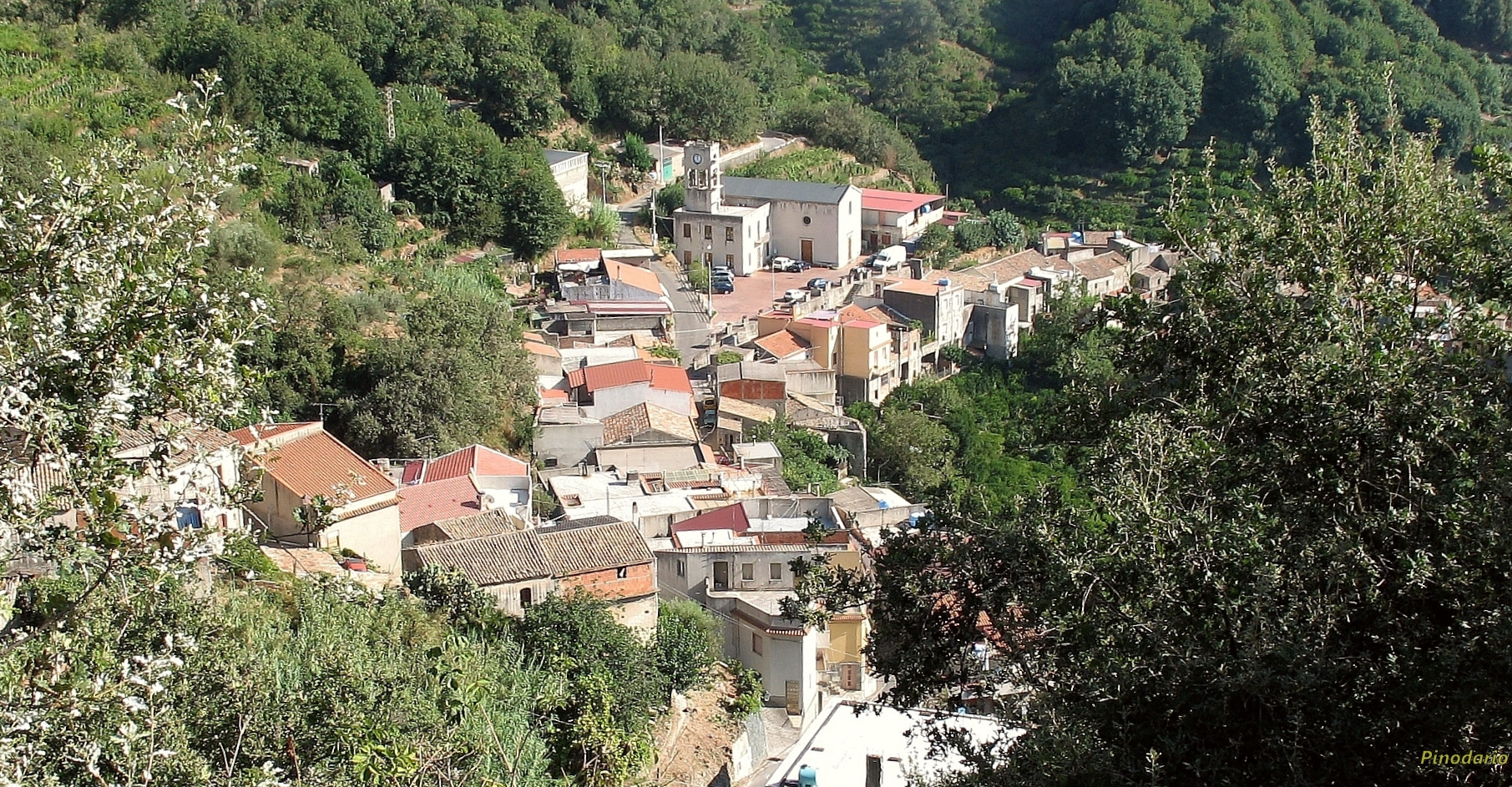
Gimello